# Horyzont (film 1932)
Horyzont (ros. Горизонт, Gorizont) – radziecki film dramatyczny z 1932 roku w reżyserii  Lwa Kuleszowa.

## Fabuła
Film opowiada o losie żydowskiego emigranta zafascynowanego Ameryką. Po spędzeniu kilku lat w USA całkowicie zmienił zdanie na temat Ameryki. Po kilku latach wrócił do sowieckiej Rosji, jako amerykański żołnierz. Podczas wojny domowej spowodowanej rewolucją bolszewicką przechodzi na stronę sowiecką. Po zakończeniu wojny zostaje maszynistą parowozu.

## Obsada
- Nikołaj Batałow jako Lew Abramowicz Horyzont
- Jelena Kuźmina jako Rozi
- Michaił Doller jako Smith
- Porfirij Podobied jako Dan
- Iwan Bobrow
- Konstantin Chochłow
- Nikołaj Kriuczkow jako partyzant
- Anatolij Gorczilin jako Monia
- Siergiej Komarow